# One Great Thing
One Great Thing is een nummer van de Schotse rockband Big Country uit 1986. Het is de derde single van hun derde studioalbum The Seer.
"One Great Thing" werd een bescheiden hit op de Britse eilanden. Het nummer bereikte de 19e positie in het Verenigd Koninkrijk. In het Nederlandse taalgebied deed de plaat niets in de hitlijsten.

## Tracklijst
- 7"

1. "One Great Thing" - 4:02
2. "Song of the South" - 3:44